# Chiesa della Conversione di San Paolo Apostolo (Concordia sulla Secchia)
La chiesa della Conversione di San Paolo Apostolo è la parrocchiale a Concordia sulla Secchia, in provincia di Modena. Appartiene alla zona pastorale 7 della diocesi di Carpi e la sua costruzione risale al XVIII secolo.

## Storia
La chiesa, la torre campanaria e la canonica vennero edificate nel XVIII secolo.
L'edificazione del primo luogo di culto con dedicazione alla Conversione di San Paolo Apostolo risale al 1396 ma quella prima chiesa venne distrutta dalla Repubblica di Venezia nel 1510. L'edificio venne ricostruito da Galeotto II Pico ma nuovamente danneggiato in modo grave dall'esondazione del vicino Secchia alla fine del secolo. Seguirono altre ricostruzioni e danneggiamenti sino al terremoto dell'Emilia del 2012, che fece crollare le coperture è rese non più agibile la chiesa.
Il beneficio parrocchiale è stato riconosciuto dallo Stato italiano nel 1986.

## Descrizione

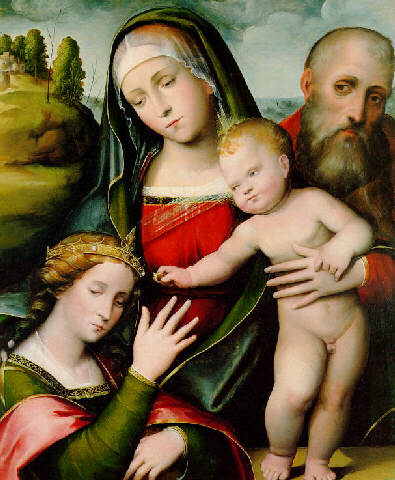
Sposalizio di Santa Caterina, attribuito a Giacomo e Giulio Francia

### Esterno
Sulla facciata del tempio è posta la lapide che ricorda la pietra proveniente dalla basilica di San Paolo fuori le mura di Roma.

### Interno
All'interno, nel presbiterio, sono conservate due grandi tele attribuite ad Aureliano Milani: Deposizione e cattura di Cristo. Nella canonica si trova lo Sposalizio di Santa Caterina, attribuito a Giacomo e Giulio Francia.